# Ereca rufa
Ereca rufa is een hooiwagen uit de familie Assamiidae.